# 中国工艺美术（集团）公司
中国工艺美术（集团）公司是中华人民共和国一家主要经营工艺品及相关产业的企业。

## 历史
该公司的前身是中华人民共和国轻工业部工艺美术局。1972年，为了组织与协调中华人民共和国全国工艺美术品生产，“把工艺美术搞上去”，经国务院总理周恩来提议、国务院批准，将轻工业部工艺美术局改为“轻工业部工艺美术公司”。国家为该公司提供了300万元启动资金，作为该公司资本金。1980年，经国务院批准，国家经济委员会、中华人民共和国轻工业部、国家旅游局共同成立了中国旅游产品生产供应公司。该公司和轻工业部工艺美术公司形成了两块牌子一套人马，负责生产及供应旅游工艺品，协调各工业部门的旅游产品生产，指导产品销售等问题。
1986年，经国家计划委员会和轻工业部批准，该公司自筹资金建设工艺美术展销馆。同年，中国玩具协会成立，该公司成为协会的理事长单位。1987年底，国家停止向该公司拨付事业经费。1988年，中国工艺美术协会成立，该公司为协会的理事长单位。1989年，工艺美术展销馆落成，在馆内同时举办大型全国工艺美术展。以上时期，该公司的主要职能是“负责全国工艺美术行业发展规划和管理，起草制定行业标准和行业法规，负责工艺美术品、旅游纪念品的生产计划，设备引进，原材料进口和分配等。”
1990年，该公司在国家工商行政管理局注册，更名为中国工艺美术总公司，取得了全民所有制企业法人资格。同年，经过国务院批准，中国工艺美术展销馆五层成立了国家事业单位“中国工艺美术馆”，轻工业部批准由该公司代管。1991年，该公司代表中国加入世界手工艺理事会，中国自此成为理事会员国。
1993年，由于工艺美术展销馆亏损严重，公司经营困难，经国务院的三位副总理批示，并经国家计委批准，该公司同马来西亚金狮集团合作创立了“北京百盛轻工发展有限公司”，自此中国工艺美术总公司有了较为稳定的经济来源。1994年，该公司向国家经贸委申请获得了进出口权，具有了珠宝、翠石、金银饰品等的出口经营权，工艺美术品的国内国外展览权，钢材、晴纶、羊毛的进出口经营权，劳务出口权等的经营资格。1997年，该公司主持了世界手工艺理事会亚洲年会，并被选为亚洲分会副主席。1998年，中国玩具协会加入了世界玩具工业理事会，成为中国的合法代表，台湾方面则改为地区代表。
1999年，该公司和中国轻工总会脱钩。经过国家经贸委批准，中国装饰（集团）公司、中国轻工包装印刷公司、中国轻工建设工程总公司被整体划拨并入该公司。公司自此更名为中国工艺美术（集团）公司，隶属中央企业工委直接管理。在1990年代，该公司成为大型集团公司，形成了集团公司、中国工艺美术馆、中国工艺美术协会和中国玩具协会“三位一体”的经营管理结构。
1999年，该公司设立了中工美进出口有限公司，开展黄金、白银及其饰品的出口业务。2001年，设立中工美国际展览有限公司，开展国际会展业务。2003年，设立中博世金科贸有限公司，从事铂金进口业务。同年，设立中工美拍卖有限公司，并很快举办了中国第一届现代工艺美术精品拍卖会。
2017年8月22日，經國務院和國務院國資委批准，中国轻工集团公司、中國工藝美術（集團）公司整體併入中國保利集团公司，成為其全資子公司。中国轻工集团公司与中國工藝美術（集團）公司不再作為國資委監管企業。